# Николенко, Василий Петрович
Василий Петрович Николенко (10 апреля 1914 года — 7 декабря 1984 года) — командир орудийного расчёта 91-го гвардейского артиллерийского полка (42-я гвардейская стрелковая дивизия, 40-я армия, 2-й Украинский фронт), гвардии старшина.

## Биография
Родился в семье крестьянина в селе Казинка Александровского уезда Ставропольской губернии (в настоящее время Андроповский район Ставропольского края). В 1926 году окончил 4 класса школы. Работал чабаном в колхозе.
В мае 1939 года Невинномысским райвоенкоматом Орджоникидзевского края был призван в ряды Красной армии. С 22 июня 1941 года на фронтах Великой Отечественной войны.
В бою за город Пашкани в Румынии 26 апреля 1944 года, когда противник организовал мощную контратаку при поддержке и под прикрытием артиллерийского огня, гвардии старший сержант Николенко, не обращая внимания на разрывы снарядов противника, со своим расчётом вёл огонь по противнику. Когда танки вышли к батарее, грозя её уничтожением, Николенко, уже будучи раненым, произвёл по ним ещё несколько выстрелов и только по приказу командира сменил огневую позицию и продолжил бой. В этом бою он подбил 1 танк противника, сжёг одну автомашину и уничтожил 20 солдат противника. Приказом по 42-й гвардейской стрелковой дивизии от 1 августа 1944 года он был награждён орденом Славы 3-й степени.
19 августа 1944 года, при проведении артподготовки в районе населённого пункта Боанень  (30 км к юго-западу от города Пашкани), гвардии старшина Николенко сумел организовать работу расчёта и уничтожить 35 солдат противника, подавить 2 пулемётные точки и рассеять до роты солдат противника. Приказом по 91-му гвардейскому артиллерийскому полку от 24 августа 1944 года он был награждён медалью «За отвагу».
В трудных условиях горно-лесистой местности Карпат гвардии старшина Николенко огнём своего орудия в боях поддерживал действия стрелковых подразделений, обеспечивая их движение вперёд. 3 сентября 1944 года в бою у населённого пункта Бистричиоара восточнее города Топлица непрерывным огнём своего орудия он уничтожил 40 солдат и офицеров противника, 3 пулемётные точки, подавил огонь огонь артиллерийской и миномётной батареи противника. Приказом по 40-й армии от 29 ноября 1944 года он был награждён орденом Славы 2-й степени.
В бою в районе деревни Гура Вадулуй 7 сентября 1944 гвардии старшина Николенко огнём своего орудия уничтожил 10 повозок с боеприпасами, 2 пулемёта, 35 солдат и офицеров противника, артиллерийскую батарею и склад боеприпасов. Кроме того Николенко участвовал в отражении двух контратак противника, в результате чего сопротивление противника было сломлено. Указом Президиума Верховного Совета СССР от 17 ноября 1945 года он был награждён орденом Славы 1-й степени.
Гвардии старшина Николенко был демобилизован в 1945 году. Жил на хуторе Привольный Кочубеевского района. Работал чабаном в совхозе «Кочубеевский».
В 1985 году в ознаменование 40-летия Победы он был награждён орденом Отечественной войны 1-й степени.
Скончался Василий Петрович Николенко 7 декабря 1984 года.

## Память
1 сентября 2017 года в средней общеобразовательной школе № 4 села Казинка была открыта мемориальная доска в память о В. П. Николенко.